# Lesefährten Waldweisen

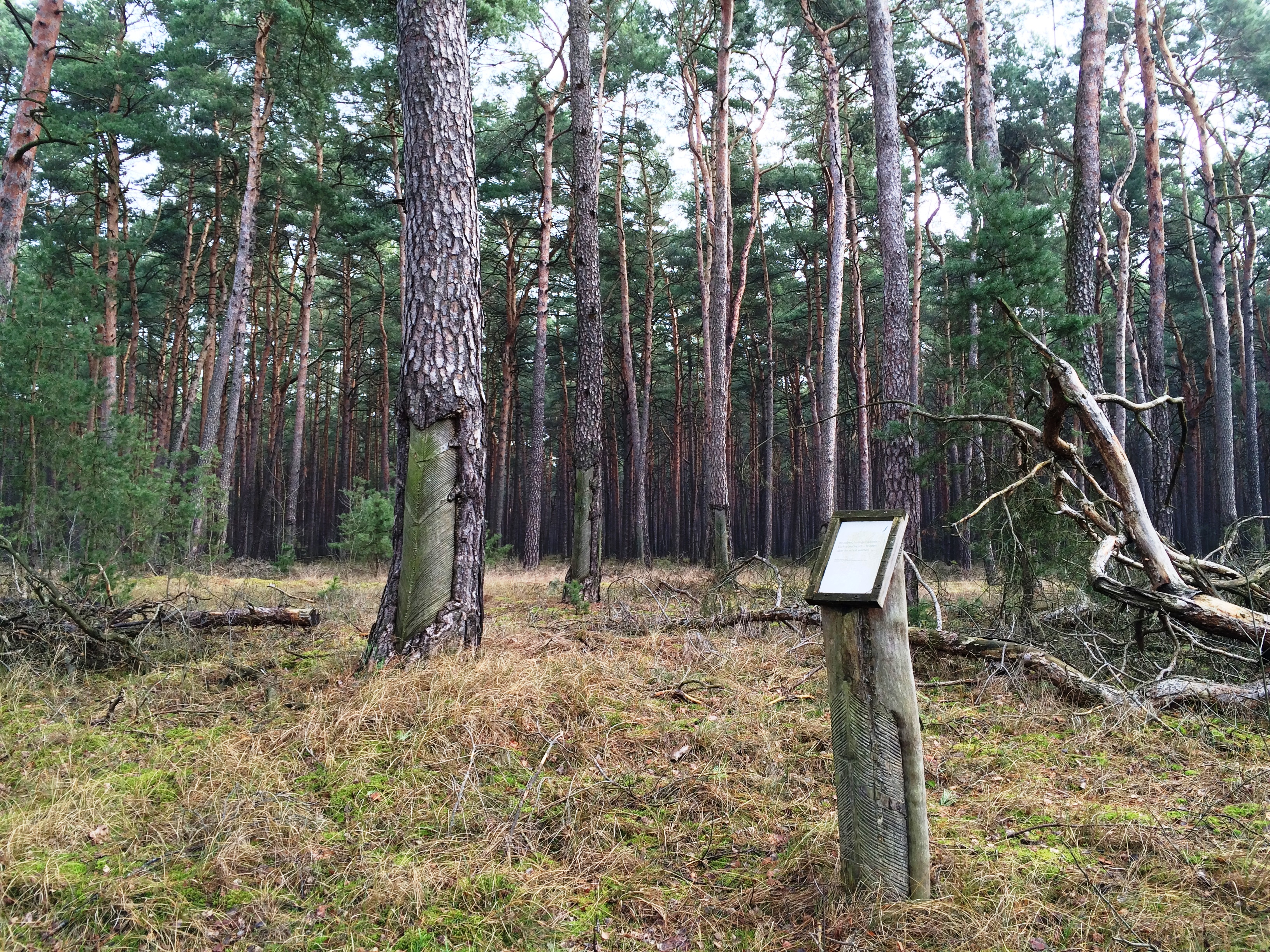
Lesepult am Wanderweg

Die Lesefährten Waldweisen ist ein rund 20 km langer touristischer Lehrpfad in Märkisch Buchholz im Landkreis Dahme-Spreewald in Brandenburg.

## Lage
Der Wanderweg erstreckt sich größtenteils entlang der Dahme. Ein Übergang befindet sich im Münchehofener  Ortsteil Hermsdorf an der dortigen Mühle und Schleuse. Von dort läuft der Weg in südlicher Richtung an beiden Seiten entlang des Flusses bis nach Märkisch Buchholz, wo sich der zweite Übergang über die Dahme befindet. Im nordwestlichen Bereich besteht aus eine rund drei Kilometer lange Abzweigung zur Oberförsterei Hammer. In dem denkmalgeschützten Gebäude aus dem Jahr 1737 befand sich zunächst das preußische Forstamt. Es wurde in den Jahren 1897 und 1898 zu einem repräsentativen Gebäude ausgebaut und ist im Jahr 2015 der Sitz der Forstverwaltung. Hinter dem Gebäude steht in östlicher Richtung eine Informationstafel mit dem Wegeverlauf. Je zwei Federn kennzeichnen den Eingang zum Wanderweg.

## Geschichte
2005 eröffnete der Landesbetrieb Forst Brandenburg gemeinsam mit dem österreichischen Zeichner, Bildhauer und  Autor Wolfgang Georgsdorf den ersten Wegabschnitt, der von der Oberförsterei auf einer Länge von rund drei Kilometern bis zur Dahme führte.  Er wurde ein Jahr später zu einem sechs Kilometer langen Rundweg ausgebaut, der auf einem Stichweg auf weiteren fünf Kilometern bis in das Stadtzentrum nach Märkisch Buchholz führte. Anlässlich des Internationalen Jahres der Wälder im Jahr 2011 erweiterte der Landesbetrieb die Strecke von der Mühle in Hermsdorf auf der östlichen Seite der Dahme bis nach Märkisch Buchholz und vervollständigte so den Rundweg.

## Aufbau

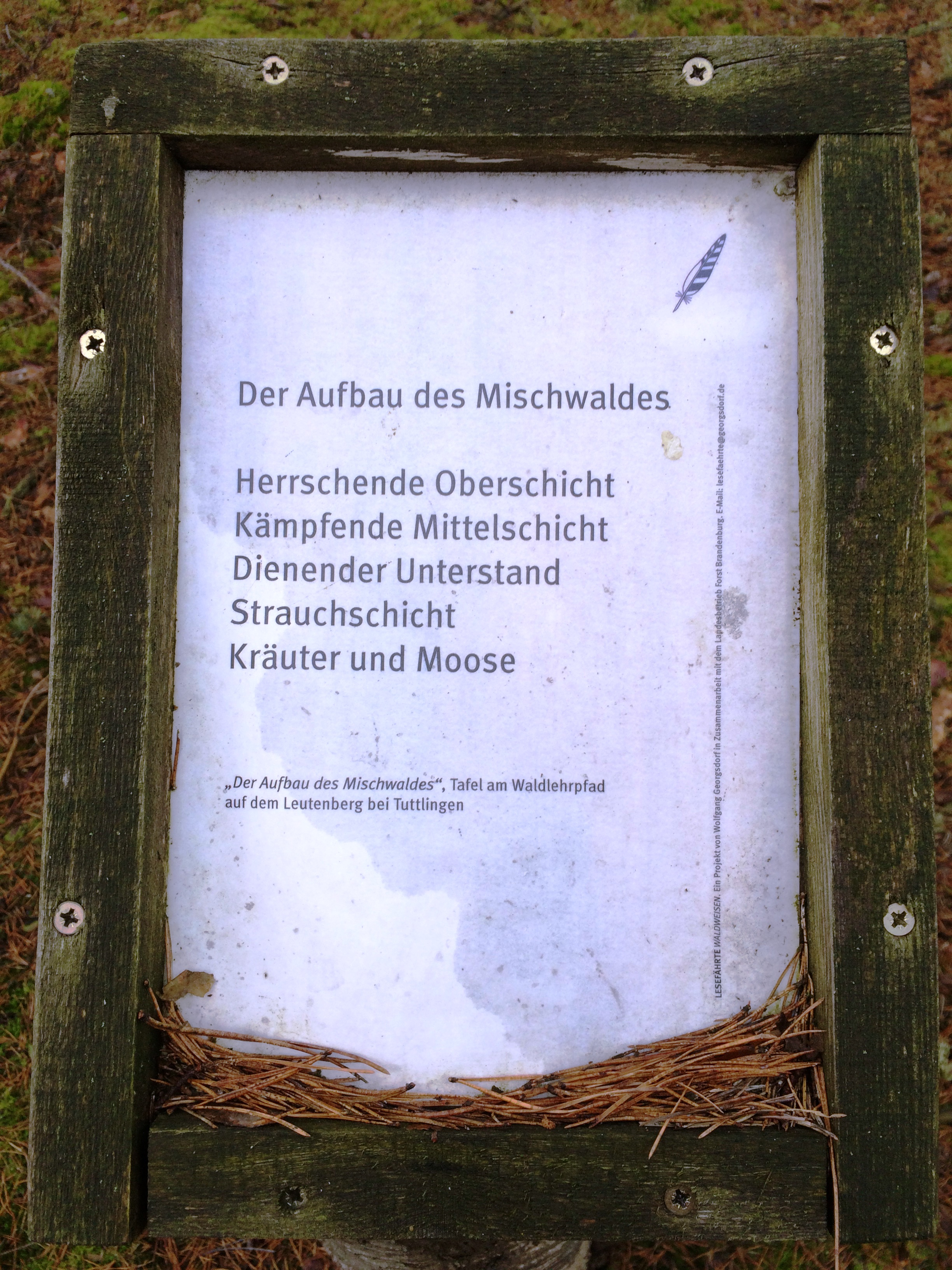
Lesepult

Auf dem Wanderweg wurden in einer Entfernung von je rund 300 Metern insgesamt 50 Lesepulte aufgestellt.  Sie stehen auf einer massiven Säule, die aus einem gekerbten Kiefernstamm besteht. Im 19. und 20. Jahrhundert wurden sie von Harzern bearbeitet, um Harz wurde als Rohstoff zur Herstellung von Pech, Teer und Terpentin zu gewinnen.  Die durch das „Reißen“ der Rinde entstandenen Verletzungen des Baumes erinnern zum einen an die Seiten eines aufgeschlagenen Buches, zum anderen an den Federkiel und Fahnen einer Feder. Die Texte selbst stammen aus rund 1400 Jahren Kulturgeschichte, darunter Gedichte und Prosa von Johann Wolfgang von Goethe, Elias Canetti, Matthias Claudius, William Shakespeare oder Alexander von Humboldt. Der Landesbetrieb will damit auf die „Bedeutung des Waldes für die Umwelt und für die Gesellschaft“ aufmerksam machen.

## Beispiele
- Aus der Synode von Nantes: „Mit größtem Eifer sollen die Bischöfe und ihre Diener bis zum letzten Raum kämpfen, daß die Bäume, die Dämonen geweiht sind, und die das Volk verehrt, ja in solcher Verehrung hält, daß es nicht einmal wagt, einen Zweig oder ein Reis abzuschneiden, mit der Wurzel ausgehauen und verbrannt werden.“
- Franz Fühmann aus dem Kinderbuch Von der Fee, die Feuer speien konnte: „Da trank die Schneeseekleerehfee/ auf einen Zug den/ Schneeseekleerehfeedrehzehwegvergehteekessel/ aus, und als der Schneeseekleerehfeedrehzehwegvergehteekessel/ ausgetrunken war, hatte der hellgelbe/ Schneeseekleerehfeedrehzehwegvergehtee/ das Schneeseekleerehfeedrehzehweg aus/ dem Schneeseekleerehfeedrehzeh der/ Schneeseekleerehfee weggehext,/ und da stieß die glückliche Fee ein lautes Juche/ aus, das rings durch alle Wälder schallte./ Sie hüpfte frohgemut nach Hause, und auf dem/ Weg dorthin, da umarmte die Fee noch einmal/ ganz lieb das Reh, im Klee, am See, voll Schnee.“
- Zettelnotiz von Marilyn Monroe im Hotel Waldorf-Astoria in New York City aus dem Jahr 1955: „Ihr lieben, traurigen Bäume –/ Euch wünsche ich – Frieden/ Aber ihr müsst wachen“.
- Zitat von einer Informationstafel am Waldlehrpfad auf dem Leutenberg bei Tuttlingen: „Der Aufbau des Mischwaldes: Herrschende Oberschicht, Kämpfende Mittelschicht, Dienender Unterstand, Strauchschicht, Kräuter und Moose“